# Triaenodes hoenei
Triaenodes hoenei är en nattsländeart som beskrevs av Schmid 1959. Triaenodes hoenei ingår i släktet Triaenodes och familjen långhornssländor. Inga underarter finns listade i Catalogue of Life.